# La Arrolladora Banda El Limón
La Arrolladora Banda El Limón de René Camacho é uma banda musical mexicana que interpreta música ranchera, balada e corrido. Fez sua primeira gravação em 1997 quando se chamava: "La Arrolladora Banda El Limón de René Camacho".
O maestro René Camacho foi o idealizador da banda sinaloense, que com sua experiência criou um estilo "rancherado" para seu grupo musical.

## História
Camacho havia sido integrante da primeira Banda El Limón originaria da cidade de El Limón de los Peraza a qual atualmente se conhece como La Original Banda El Limón De Salvador Lízarraga. Em 1997 se deu um conflito com Lízarraga por haver duas bandas com o mesmo nome,  depois de quatro anos de conflitos René Camacho decidiu rebatizar a sua banda com o nome de La Arrolladora Banda El Limón, enquanto que Salvador Lízarraga rebatizou a sua banda como La Original Banda El Limón.
No mesmo ano de 1997 assinaram com a Sony Music e gravaram seu primeiro álbum "¡Más arrolladora que nunca!", isto devido a um conflito que se deu com os integrantes dissidentes, perdurando até hoje. Com um estilo e uma qualidade própria, também são conhecidos como "simplemente Arrolladora".
Em 2004 mudaram de gravadora, integrando o cast da Disa Records, com o disco "Huele a peligro". Atualmente junto com seus novos integrantes andam proporcionando o tema "me dejate acostumbrado" interpretado por Vicen um jovem de 19 anos de idade mas com um grande talento. Em 2012 lançam o álbum "Irreversible...2012" com produção de Fernando Camacho.

## Membros atuais
- René Camacho - Maestro
- Jorge Medina - Vocalista
- José Isidro Beltran Cuen - Vocalista
- Vincen Melendres García - Vocalista
- Eric Alberto Iturralde Lizárraga - Trompete
- Ignacio Sánchez Plascencia - Trompete
- Luigi Montaño - Harmonia e Conga
- Victor Manuel Castillo Ibarra - Caixa
- Joel Montoya Velázquez - Trompete
- Juan Francisco Osuna Aramburo - Clarinete
- Carlos Camacho Tirado - Clarinete
- José Ramón Montoya V. - Trompete
- Candelario Urias Vásquez - Tuba
- Norberto Cordero Magallón - Harmonia
- Salvador Aguilar Cruz - Tambora mexicana
- Omar Nieves - Trombone
- Edgar Nava Ulloa - Trombone
- Omar Lizárraga - Clarinete

## Ex-integrantes
- Germán Montero - Vocalista
- Miguel Alonso "El Alacrancillo De Sinaloa" - Vocalista
- Rogelio Toledo - Vocalista

## Discografia

### Álbuns de estúdio
- 1997 - ¡Más arrolladora que nunca!
- 1997 - Corridos arrolladores
- 1998 - Antes de Partir
- 1999 - Secretos de mi Memoria
- 2000 - Es cab...el viejo
- 2000 - simplemente...Arrolladora
- 2001 - Pa' Adoloridos
- 2001 - Valió la pena equivocarme
- 2002 - Boleros arrolladores homenaje a La Internacional Sonora Santanera
- 2003 - Se me acabó el amor
- 2004 - Huele a Peligro
- 2006 - La otra cara de la moneda
- 2008 - Y que quede claro
- 2009 - Más Adelante
- 2010 - Todo depende de Ti
- 2012 - Irreversible...2012
- 2013 - Gracias Por Creer
- 2015- Ojos En Blanco

### Álbuns ao vivo
- 2004 - En vivo desde Culiacán, Sinaloa
- 2007 - Para ti. Exclusivo desde Arandas, Jalisco en vivo
- 2009 - Sold Out en vivo desde Los Ángeles, California
- 2014 - En Vivo Desde El Coloso de Reforma

## Prêmios e indicações
| Prêmio                 | Categoria                | Indicação            | Resultado |
| ---------------------- | ------------------------ | -------------------- | --------- |
| Grammy Latino 2011     | Melhor Álbum de Banda    | Todo Depende De Tí   | Venceu    |
| Lo Nuestro Awards 2011 | Melhor Álbum de Banda    | Todo Depende De Tí   | Venceu    |
| Lo Nuestro Awards 2013 | Artista do Ano           | A própria banda      | Indicado  |
| Lo Nuestro Awards 2013 | Grupo Regional Mexicano  | A própria banda      | Venceu    |
| Lo Nuestro Awards 2013 | Banda Musical            | A própria banda      | Indicado  |
| Lo Nuestro Awards 2013 | Álbum Regional Mexicano  | Irreversible... 2012 | Indicado  |
| Lo Nuestro Awards 2013 | Música Regional Mexicana | Llamada De Mi Ex     | Indicado  |
| Lo Nuestro Awards 2014 | Grupo Regional Mexicano  | A Própria banda      | Indicado  |
| Lo Nuestro Awards 2014 | Banda Musical            | A Própria banda      | Indicado  |